# Villar de Plasencia
Villar de Plasencia là một đô thị trong tỉnh Cáceres, cộng đồng tự trị Extremadura Tây Ban Nha. Đô thị này có diện tích là 24,99 ki-lô-mét vuông, dân số năm 2009 là 229 người với mật độ 9,16 người/km². Đô thị này có cự ly km so với tỉnh lỵ Cáceres.

## Biến động nhân khẩu
| 2001 | 2002 | 2003 | 2004 | 2005 | 2006 |
| ---- | ---- | ---- | ---- | ---- | ---- |
| 264  | 256  | 253  | 248  | 242  | 258  |